# Phodoryctis caerulea
Phodoryctis caerulea là một loài bướm đêm thuộc họ Gracillariidae. Nó được tìm thấy ở Ấn Độ (Maharashtra, Tamil Nadu, Bihar), Malaysia (Sabah), Indonesia (Java), Sri Lanka, Fiji, Guam, quần đảo Solomon, Nhật Bản (Kyūshū, quần đảo Ryukyu) và Đài Loan, cũng như Tanzania.
Sải cánh dài 6–8 mm.
Ấu trùng ăn Carissa carandas, Caesalpinia pulcherrima, Diospora deltoidea, Cajanus cajan, Calopogonium mucunoides, Canavalia species (bao gồm Canavalia ensiformis), Centrosema pubescens, Crotalaria juncea, Dolichos lablab, Dumauis bicolor, Glycine max, Lablab purpureus, Macroptilum lathyroides, Phaseolus mungo, Phaseolus semierectus, Phaseolus vulgaris, Pueraria phaseoloides, Vicia faba, Vigna catjang, Vigna marina, Vigna marina, Vigna mungo, Vigna radiata, Vigna umbellata, Vigna unguiculata, Cissampelos pereira, Cyclea species, Stephania hermandifolia, Stephania japonica, Tinospora cardifolia và Coffea species. Chúng ăn lá nơi chúng làm tổ.